# الزمن السعيد (فلم)
الزمن السعيد (بالإنجليزية: The Happy Time) فيلم أمريكي صدر عام 1952، من إخراج ريتشارد فليشر ومستحوى من رواية بنفس الاسم للروائي روبرت فونتين.

## روابط خارجية
- الزمن السعيد على موقع IMDb (الإنجليزية)
- الزمن السعيد على موقع روتن توميتوز (الإنجليزية)
- الزمن السعيد على موقع نتفليكس (الإنجليزية)
- الزمن السعيد على موقع ألو سيني (الفرنسية)
- الزمن السعيد على موقع Turner Classic Movies (الإنجليزية)
- الزمن السعيد على موقع أول موفي (الإنجليزية)
- الزمن السعيد على موقع فيلمافينيتي (الإسبانية)
- الزمن السعيد على موقع قاعدة بيانات الأفلام السويدية (السويدية)
- الزمن السعيد على موقع قاعدة بيانات الفيلم (الإنجليزية)
- الزمن السعيد على موقع ليتربوكسد (الإنجليزية)